# Château de Fronberg
Le château de Fronberg est un château de Bavière situé à Fronberg, village dépendant de la municipalité de Schwandorf, dans le Haut-Palatinat.

## Historique
Le domaine est mentionné en 1305. Les seigneurs du château fort, et baillis de Mappenberg, reconstruisent alors leur château anéanti par un incendie. Le château est encore incendié pendant la guerre de succession de Landshut et une partie brûle en 1594. Le château et ses terres appartiennent de 1622 à 1829 aux barons von Spiering, puis à la comtesse von Holnstein, née baronne von Spiering.
La comtesse von Holnstein y vécut avec son amant, le baron von Künsberg, qu'elle épousera avant de mourir. C'est une des femmes dont le portrait appartient à la galerie des beautés du château de Nymphenburg, commandée par le roi Louis Ier de Bavière. Le château passe ensuite à ses descendants, les barons Künsberg von Fronberg. Il est acquis en 1875 par le baron von Breidbach-Bürresheim, dont les descendants demeurent toujours au château de nos jours. Ceux-ci l'ont restauré en 1992 et organisent régulièrement des concerts, des spectacles médiévaux et des pièces de théâtre pour le public.

## Propriétaires
- à partir du milieu du XVe siècle les Fronberger
- 1464  jusqu'au milieu du XVIe siècle les Pollinger
- 1507 Christoph von Plankenfels
- 1514 Hans Mistelbeck
- 1521 à 1586 les  Vestenberger
- 1587 Christoph Heinrich von Zedtwitz
- 1601 à 1622 Hans Wilhelm von Guttenberg
- 1622 à 1829 les von Spiering
- puis Caroline von Spiering épouse von Holnstein et son amant  Ehe von Künsberg.

## Architecture
Il ne reste presque rien des structures médiévales du château, qui a été reconstruit à la Renaissance et réaménagé au XIXe siècle. Des arcades datant de la Renaissance se trouvent dans la cour intérieure. Le château est formé de trois corps de bâtiment.

## Source
- (de) Cet article est partiellement ou en totalité issu de l’article de Wikipédia en allemand intitulé « Schloss Fronberg » (voir la liste des auteurs).